# Rock and roll británico
El rock and roll británico (también escrito rock 'n' roll británico), es un estilo de música popular basado en el rock and roll estadounidense, que surgió a finales de la década de 1950 y fue popular hasta la llegada de la música beat en 1962. En general, se ha considerado inferior a la versión estadounidense del género y tuvo un breve y escaso impacto internacional. Sin embargo, fue importante para establecer la cultura de la música popular en la juventud británica, y se convirtió en un factor clave en los desarrollos posteriores que llevaron a la invasión británica de mediados de la década de 1960. Desde la década de 1960, algunas estrellas del género, sobre todo Cliff Richard, lograron mantener carreras exitosas y se han producido reapariciones periódicas de esta forma de música.

## Orígenes

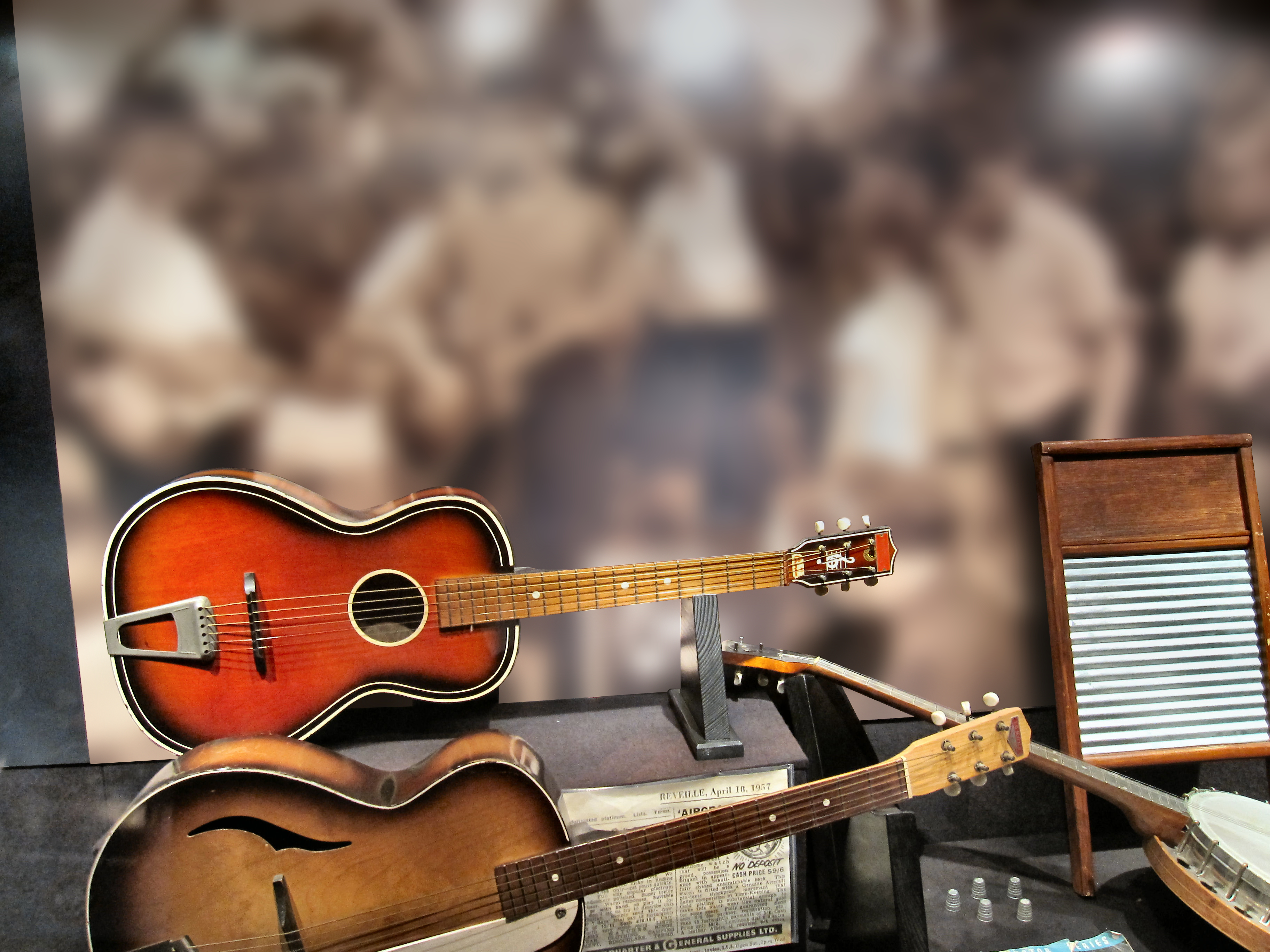
Los instrumentos del grupo de skiffle The Quarry Men, que finalmente se convertirían en los Beatles

En la década de 1950, Gran Bretaña estaba bien situada para recibir la música y la cultura del rock and roll estadounidense. Compartía un idioma común, había estado expuesta a la cultura estadounidense a través del estacionamiento de las tropas estadounidenses en el país durante la Segunda Guerra Mundial, y aunque no disfrutaba de la misma prosperidad económica que los Estados Unidos, experimentaba muchos desarrollos sociales similares, entre los que destaca la aparición de distintas actividades de ocio juvenil y subculturas. Esto se hizo evidente en el surgimiento de los Teddy Boys entre los jóvenes de clase trabajadora de Londres desde alrededor de 1953, que adoptaron una versión de los estilos eduardianos de la generación de sus abuelos.
El público británico estaba acostumbrado a la música popular estadounidense y los músicos británicos ya habían sido influidos por los estilos musicales estadounidenses, particularmente por el jazz tradicional, que también sirvió para introducir entre el público alguno de los estilos precursores del rock and roll, incluidos el boogie-woogie y el blues. De ahí surgió la locura del skiffle en 1955, liderada por Lonnie Donegan, cuya versión de "Rock Island Line" alcanzó el Top 10 en la lista de singles del Reino Unido. El skiffle a su vez produjo una forma anglicanizada y en gran parte en manos de músicos aficionados de la canción popular estadounidense, principalmente notable por inspirar a muchas personas a tocar música. En la siguiente generación surgieron artistas de rock and roll, folk, R&B y beat, como John Lennon y Paul McCartney, que actuaron juntos por primera vez en el grupo de skiffle Quarrymen en 1957.
Al mismo tiempo, el público británico comenzaba a encontrarse con el rock and roll estadounidense. Para muchos, este encuentro se produjo inicialmente a través de películas estadounidenses, incluidas Blackboard Jungle (1955) y Rock Around the Clock (1955). Ambas películas contenían el éxito de Bill Haley & His Comets "Rock Around the Clock", y contribuyeron a que encabezara la lista del Reino Unido en 1955 y nuevamente en 1956. También desencadenó un estado de pánico moral cuando los jóvenes asistentes al cine destrozaron los asientos para poder bailar, lo que ayudó a identificar el rock and roll con la delincuencia. Esto llevó a que fuera casi prohibido por las estaciones de radio y televisión, lo que lo convirtió en una especie de movimiento juvenil clandestino, que fue ampliamente adoptado por la subcultura Teddy Boy. En la década de 1950,
La radio en el Reino Unido estaba casi exclusivamente en manos de la BBC. La música popular solo se reproducía en un programa llamado Light, y la reproducción de discos estaba fuertemente restringida por acuerdos de "tiempo de aguja". Sin embargo, las canciones de rock and roll estadounidenses se convirtieron en una fuerza importante en las listas del Reino Unido. Elvis Presley alcanzó el número 2 en la lista del Reino Unido con "Heartbreak Hotel" en 1956 y colocó nueve sencillos más en el Top 30 ese año. Su primer número 1 fue "All Shook Up" en 1957, con muchos más éxitos para el propio Elvis, para Buddy Holly y los Crickets y para Jerry Lee Lewis en los dos años siguientes.

## Aparición y desarrollo

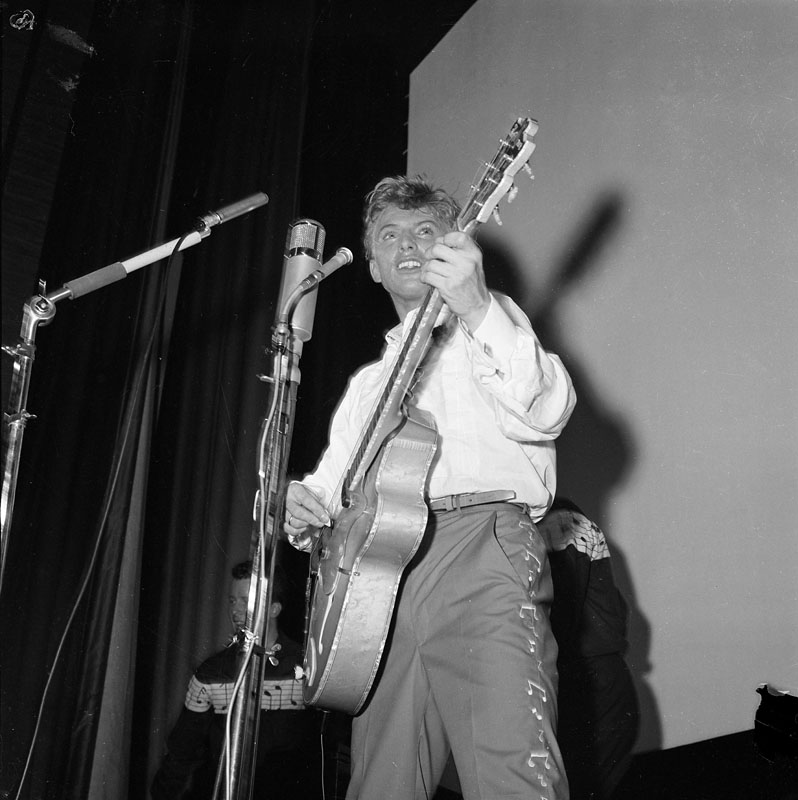
Tommy Steele, uno de los primeros rockeros británicos, actuando en Estocolmo en 1957

La respuesta inicial de la industria musical británica fue intentar producir copias exactas de los discos estadounidenses, que se grababan con músicos de sesión. Aunque su sonoridad era perfecta, carecían de la energía y la espontaneidad que caracterizaba al rock and roll estadounidense. A menudo eran interpretadas por ídolos adolescentes fabricados por la industria musical, en un intento de captar el mercado juvenil que había emergido de repente. Pronto comenzaron a aparecer más rockeros británicos de base, muchos de ellos provenientes de la moda en declive del skiffle, incluidos Wee Willie Harris (generalmente acreditado como el primero) y Tommy Steele, quien resultó ser el más popular de esta primera ola, y uno de los más exitosos, siendo el primero en ser etiquetado como "el Elvis británico". Alcanzó el Top 20 con "Rock with the Caveman" y el número 1 con "Singing the Blues" en 1956. Otra respuesta fue tratar el rock and roll como una broma: "Bloodnok's Rock and Roll Call", grabado por The Goons, alcanzó el número 3 en las listas a finales de 1956.
El estilo suave, jocoso o totalmente imitativo de gran parte del rock and roll británico en este período significó que los artistas estadounidenses siguieran dominando las listas. Sin embargo, este proceso fue importante en la orientación de la industria discográfica británica hacia el mercado juvenil y la música de grupos en general. En 1958, Gran Bretaña produjo su primera canción y estrella de rock and roll "auténtica", cuando Cliff Richard and the Drifters alcanzó el número 2 en la lista con "Move It", que logró combinar un riff de rock and roll con letras y una actitud creíbles.
El éxito de "Move It" se debió en parte a una aparición en Oh Boy! en la Independent Television (1958-9). A continuación, la BBC se introdujo en la emisión de música para jóvenes con su programa Six-Five Special (1957-1958), que hizo mucho para promover las carreras de rockeros británicos como Marty Wilde, Johnny Gentle, Vince Eager, Adam Faith y Duffy Power, todos dirigidos por Larry Parnes, quien también les dio sus nombres artísticos.
Estos y otros intérpretes británicos lograron una serie de éxitos a finales de la década de 1950. Cliff Richard, y su nueva banda de acompañamiento instrumental, The Shadows, fueron los artistas locales de rock and roll más exitosos de la época. The Shadows, y en particular el guitarrista Hank Marvin, fueron muy influyentes en la siguiente generación de músicos, ayudando a cimentar la formación de batería, bajo y guitarras solista y rítmica de las bandas británicas. Sin embargo, en retrospectiva, su trabajo tiende a verse como una imitación suavizada del rock and roll estadounidense. En particular, Cliff Richard abandonó rápidamente gran parte de su imagen que evocaba a Elvis, adoptando un estilo convencional más suave, como se puede ver en su primer número 1, "Living Doll" y una serie posterior de baladas que le deben poco al rock and roll.
En medio de la vitalidad limitada del rock and roll británico de finales de los años 1950 y principios de los 1960, aparecieron algunos intérpretes más dinámicos como Billy Fury, cuyas composiciones de estilo rockabilly apoyadas en la guitarra de Joe Brown, dieron lugar a su LP de 1960 The Sound of Fury, considerado una obra maestra del género de la época. Tony Sheridan, Vince Taylor y Screaming Lord Sutch and the Savages también produjeron algunos trabajos que podían compararse con el rock and roll estadounidense. Otros cantantes que publicaron discos notables incluyeron a Terry Dene, "un excelente vocalista de rock'n'roll"; Johnny Brandon, quien realizó una gira por los Estados Unidos en 1956 y fue anunciado como "el Rey del Rock & Roll"; Dickie Pride, Roy Young y Helen Shapiro. La única banda británica que creó lo que se ha descrito como "un clásico del rock pre-Beatle" fue Johnny Kidd & the Pirates, cuya canción "Shakin' All Over" logró convertirse en un estándar del rock and roll.
Joe Meek produjo varios de los discos británicos más perdurables e innovadores de la época, entre los que figuran "Johnny Remember Me" de John Leyton, un disco número uno en el Reino Unido en 1961, y "Telstar" de The Tornados en 1962, número uno en el Reino Unido y que se convirtió en el primer disco de un grupo británico en alcanzar el número uno en el Hot 100 de Estados Unidos.

## Decadencia y reapariciones

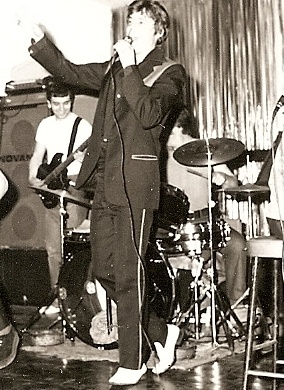
El intérprete retro de rock and roll Shakin' Stevens actuando en 1976

El rock and roll británico se redujo drásticamente ante la nueva música beat posterior a 1962. Si bien algunos de los intérpretes más exitosos, sobre todo Cliff Richard, pudieron mantenerse, el rock and roll británico prácticamente desapareció de las listas de éxitos, ya que los grupos basados en el beat y luego en el R&B comenzaron a dominar el panorama musical. Muchos rockeros británicos continuaron sus carreras, y bandas ocasionales se especializaron en este estilo, pero el éxito general del género fue raro. Ha habido reavivamientos periódicos del rock and roll británico, incluso en la década de 1970, con intérpretes de pop nostálgico de gran éxito en los años 1970 como Showaddywaddy y Alvin Stardust (quien, como Shane Fenton, había disfrutado del éxito en las listas a principios de la década de 1960), y Shakin' Stevens en la década de 1980, pero siempre sin alcanzar un amplio eco.

## Influencia
En general, el rock and roll británico temprano fue un producto de segunda clase y tuvo poco impacto en el mercado estadounidense, donde los músicos británicos del género antes de 1963 eran casi desconocidos. También en Gran Bretaña su importancia fue limitada. Las bandas de rhythm and blues británico como los Rolling Stones y los Yardbirds deliberadamente se alejaron del rock and roll hacia sus orígenes en Norteamérica, e incluso la generación posterior de bandas beat que debían mucho más al rock and roll, vieron algunas de sus canciones en versiones de artistas estadounidenses como Chuck Berry, pero rara vez se utilizó en Estados Unidos material procedente de rockeros británicos. El rock and roll británico temprano influyó sin duda en la instrumentación y en la estructura de la música beat que encabezó la invasión británica, pero tuvo que transformarse en algo significativamente nuevo y vital para tener algún impacto fuera de sus propias fronteras.